# Langschlag (Niederösterreich)
Langschlag ist eine Marktgemeinde mit 1716 Einwohnern (Stand 1. Jänner 2025) im Bezirk Zwettl in Niederösterreich.

## Geografie

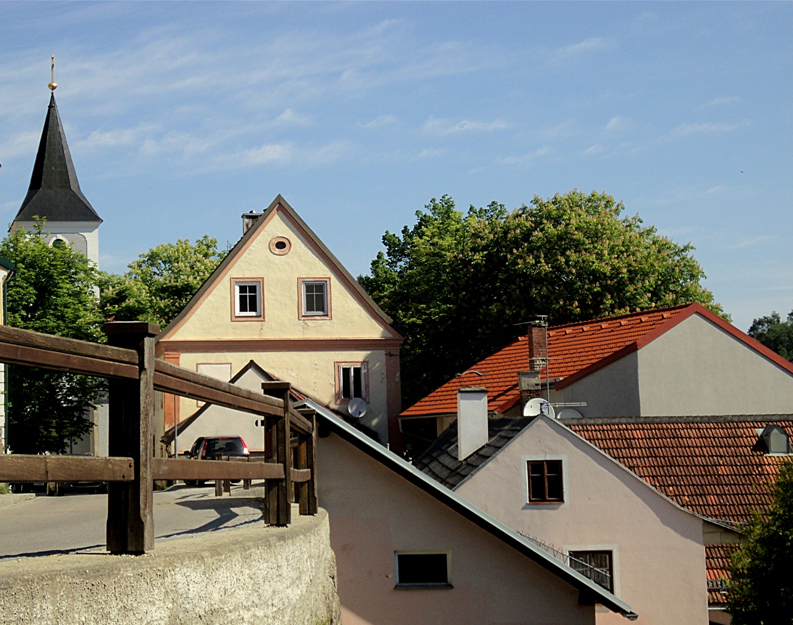
Zentrum von Langschlag

Langschlag liegt im Westen des Waldviertels am Oberlauf der Zwettl (Fluss) im Hochland von Groß Gerungs (Niederösterreich). Die Fläche der Marktgemeinde umfasst 61 Quadratkilometer. Etwa 54 Prozent der Fläche sind bewaldet, 41 Prozent werden landwirtschaftlich genutzt.

### Gemeindegliederung
Das Gemeindegebiet umfasst folgende 18 Ortschaften (in Klammern Einwohnerzahl Stand 1. Jänner 2025):
- Bruderndorf (116)
- Bruderndorferwald (88)
- Fraberg (23)
- Kainrathschlag (94)
- Kasbach (64)
- Kehrbach (62)
- Kleinpertholz (83)
- Kogschlag (48)
- Langschlag (597)
- Langschlägerwald (148)
- Mittelberg (11)
- Mitterschlag (115)
- Münzbach (43)
- Reichenauerwald (33)
- Schmerbach (15)
- Siebenhöf (78)
- Stierberg (47)
- Streith (51)

Die Gemeinde besteht aus den Katastralgemeinden Bruderndorf, Bruderndorferwaldhäuser, Fraberg, Kainrathschlag, Kasbach, Kehrbach, Kleinpertholz, Koggschlag, Lamberg, Langschlag, Langschlägerwaldhäuser, Mittelberg, Mitterschlag, Münzbach, Schmerbach, Siebenhöf, Stierberg und Streith.
Zum Katastralgemeindegebiet von Langschlag selbst gehören auch noch die Rotten Hammer und Obermühl.

### Nachbargemeinden
|               | Bad Großpertholz                            |              |
|               | Kompassrose, die auf Nachbargemeinden zeigt | Groß Gerungs |
| Liebenau (OÖ) |                                             |              |

## Geschichte
Die erste urkundliche Erwähnung stammt aus dem Jahr 1209. In diesem Jahr wurde die dem heiligen Stephan geweihte Kirche zur Pfarrkirche erhoben. Im Jahr 1556 wird der Ort erstmals als Markt bezeichnet, 1923 erfolgte die Wiederverleihung des Marktrechtes.
Im Zuge der NÖ. Kommunalstrukturverbesserung wurden Anfang 1967 die Gemeinden Bruderndorf, Fraberg, Kainrathschlag, Langschlägerwald, Siebenhöf und Stierberg eingegliedert. Anfang 1971 folgten die Gemeinde Mitterschlag und ein Teil der Gemeinde Reichenau am Freiwalde (Reichenauerwald).

### Einwohnerentwicklung
| Langschlag: Einwohnerzahlen von 1869 bis 2025       | Langschlag: Einwohnerzahlen von 1869 bis 2025 | Langschlag: Einwohnerzahlen von 1869 bis 2025 | Langschlag: Einwohnerzahlen von 1869 bis 2025 | Langschlag: Einwohnerzahlen von 1869 bis 2025 |
| --------------------------------------------------- | --------------------------------------------- | --------------------------------------------- | --------------------------------------------- | --------------------------------------------- |
| Jahr                                                |                                               |                                               |                                               | Einwohner                                     |
| 1869                                                | 1869                                          |                                               | 2.736                                         | 2.736                                         |
| 1880                                                | 1880                                          |                                               | 2.688                                         | 2.688                                         |
| 1890                                                | 1890                                          |                                               | 2.712                                         | 2.712                                         |
| 1900                                                | 1900                                          |                                               | 2.730                                         | 2.730                                         |
| 1910                                                | 1910                                          |                                               | 2.672                                         | 2.672                                         |
| 1923                                                | 1923                                          |                                               | 2.605                                         | 2.605                                         |
| 1934                                                | 1934                                          |                                               | 2.552                                         | 2.552                                         |
| 1939                                                | 1939                                          |                                               | 2.401                                         | 2.401                                         |
| 1951                                                | 1951                                          |                                               | 2.256                                         | 2.256                                         |
| 1961                                                | 1961                                          |                                               | 2.138                                         | 2.138                                         |
| 1971                                                | 1971                                          |                                               | 2.006                                         | 2.006                                         |
| 1981                                                | 1981                                          |                                               | 1.868                                         | 1.868                                         |
| 1991                                                | 1991                                          |                                               | 1.848                                         | 1.848                                         |
| 2001                                                | 2001                                          |                                               | 1.908                                         | 1.908                                         |
| 2011                                                | 2011                                          |                                               | 1.802                                         | 1.802                                         |
| 2021                                                | 2021                                          |                                               | 1.722                                         | 1.722                                         |
| 2025                                                | 2025                                          |                                               | 1.716                                         | 1.716                                         |
| Quelle(n): Statistik Austria, Gebietsstand 1.1.2021 |                                               |                                               |                                               |                                               |

## Kultur und Sehenswürdigkeiten

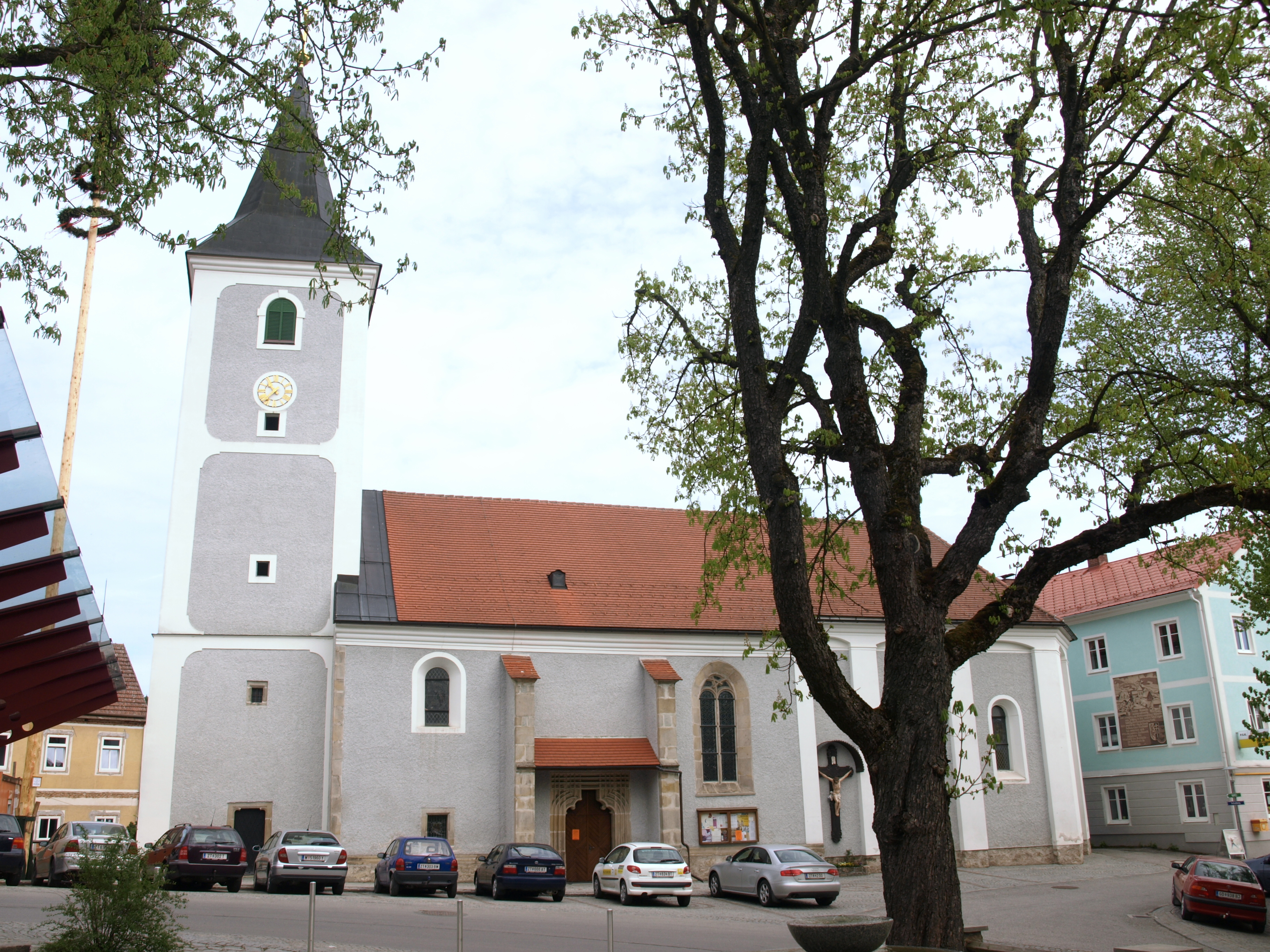
Pfarrkirche Langschlag

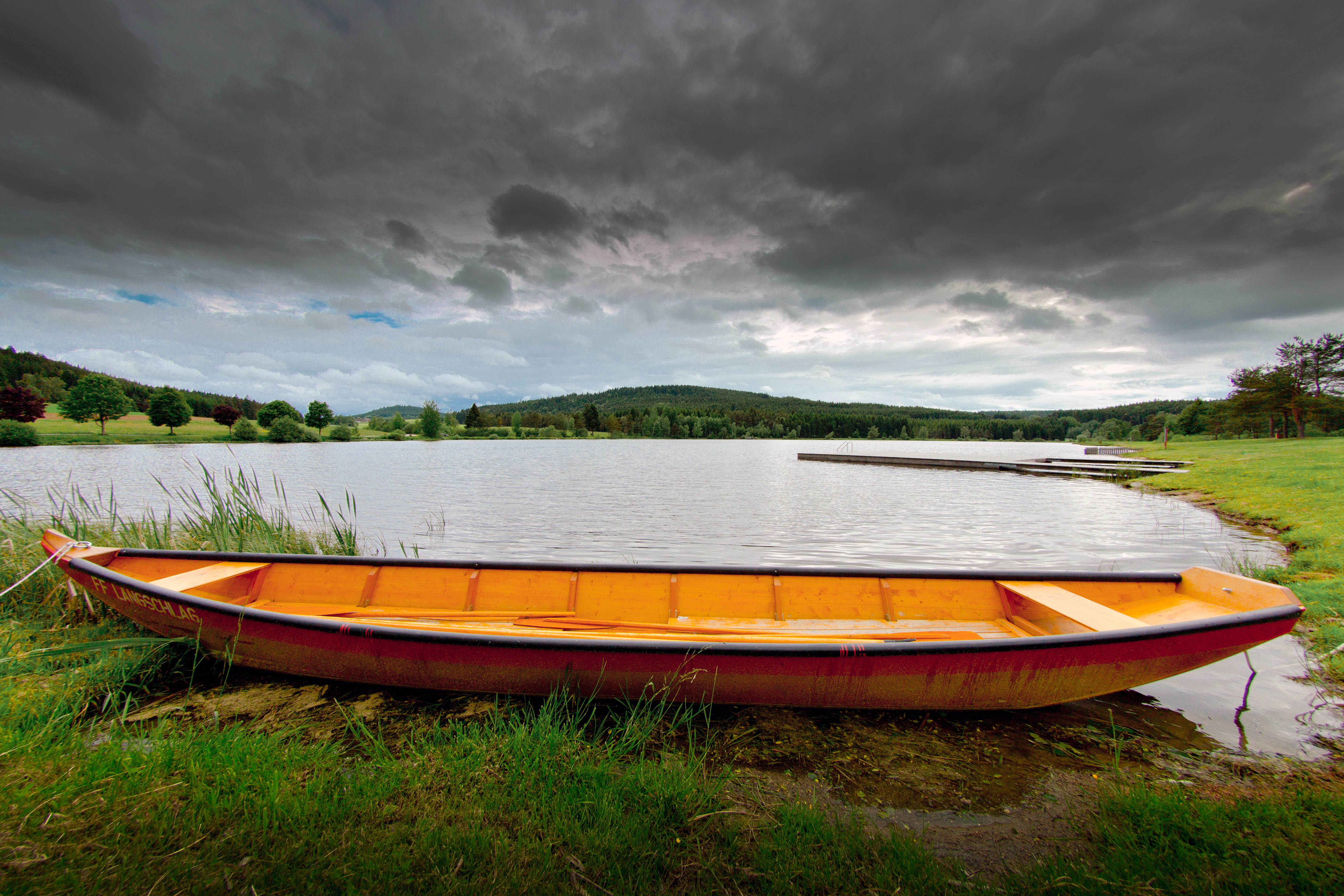
Frauenwieserteich

- Katholische Pfarrkirche Langschlag hl. Stephanus
- Kaufmannsmuseum
- Steinwanderweg
- Frauenwieserteich: Badeteich und Fischerteich
- Waldviertler Schmalspurbahnen
- Gesundheitshotel Klosterberg – Heilfasten
- Gemeinschaftshaus beim Feuerwehrhaus in Bruderndorf

## Wirtschaft und Infrastruktur

### Wirtschaftssektoren
Von den 210 landwirtschaftlichen Betrieben des Jahres 2010 wurden 79 im Haupt- und 119 im Nebenerwerb geführt. Die Haupterwerbsbetriebe bewirtschafteten mehr als die Hälfte der Fläche. Der größte Arbeitgeber im Produktionssektor war die Bauwirtschaft. Ein Drittel der Beschäftigten im Dienstleistungssektor arbeiteten im Handel, ein Viertel in Beherbergung und Gastronomie und knapp weniger in sozialen und öffentlichen Diensten.
| Wirtschaftssektor            | Anzahl Betriebe | Anzahl Betriebe | Erwerbstätige | Erwerbstätige |
| Wirtschaftssektor            | 2011            | 2001            | 2011          | 2001          |
| ---------------------------- | --------------- | --------------- | ------------- | ------------- |
| Land- und Forstwirtschaft 1) | 210             | 238             | 176           | 148           |
| Produktion                   | 13              | 12              | 50            | 77            |
| Dienstleistung               | 62              | 39              | 184           | 148           |

1) Betriebe mit Fläche in den Jahren 2010 und 1999
| Von den 949 Erwerbstätigen arbeitet ein Drittel in der Gemeinde, zwei Drittel pendeln aus. Aus der Umgebung pendeln 79 Personen von anderen Gemeinden ein (Stand 2011). Durch das Gemeindegebiet verläuft die Böhmerwald Straße B38. Der nächste Bahnhof ist 30 Kilometer entfernt in Gmünd NÖ. | Die zur Anzeige dieser Grafik verwendete Erweiterung wurde dauerhaft deaktiviert. Wir arbeiten aktuell daran, diese und weitere betroffene Grafiken auf ein neues Format umzustellen. (Mehr dazu) |

### Öffentliche Einrichtungen
In der Gemeinde gibt es einen Kindergarten, eine Volksschule und eine Mittelschule.

## Politik

### Gemeinderat
Der Gemeinderat hat 19 Mitglieder.
- Mit den Gemeinderatswahlen in Niederösterreich 1990 hatte der Gemeinderat folgende Verteilung: 17 ÖVP, und 2 SPÖ.
- Mit den Gemeinderatswahlen in Niederösterreich 1995 hatte der Gemeinderat folgende Verteilung: 16 ÖVP, und 3 SPÖ.
- Mit den Gemeinderatswahlen in Niederösterreich 2000 hatte der Gemeinderat folgende Verteilung: 16 ÖVP, und 3 SPÖ.
- Mit den Gemeinderatswahlen in Niederösterreich 2005 hatte der Gemeinderat folgende Verteilung: 15 ÖVP, und 4 SPÖ.
- Mit den Gemeinderatswahlen in Niederösterreich 2010 hatte der Gemeinderat folgende Verteilung: 16 ÖVP, und 3 SPÖ.
- Mit den Gemeinderatswahlen in Niederösterreich 2015 hatte der Gemeinderat folgende Verteilung: 15 ÖVP, und 4 SPÖ.[12]
- Mit den Gemeinderatswahlen in Niederösterreich 2020 hatte der Gemeinderat folgende Verteilung: 17 ÖVP und 2 SPÖ.[13]
- Mit den Gemeinderatswahlen in Niederösterreich 2025 hat der Gemeinderat folgende Verteilung: 16 ÖVP, 1 SPÖ und 2 FPÖ.[14]

### Bürgermeister
- 1997–2018 Herbert Gottsbachner (ÖVP)
- seit 2018 Andreas Maringer (ÖVP)[15]

### Wappen
Der Gemeinde wurde 1952 ein Wappen verliehen.

## Persönlichkeiten

### Ehrenbürger der Gemeinde
- 2021: Herbert Gottsbachner, Bürgermeister von Langschlag 1997–2018[17]
- 1998: Isolde Kerndl (1939–2024)[18]: Oberschulrätin, Direktorin & Mundartdichterin

### Söhne und Töchter der Gemeinde
- Ferdinand Staudinger (1933–2018), Bibelwissenschaftler